# Lachnus tropicalis
Lachnus tropicalis är en insektsart som först beskrevs av Van der Goot 1916.  Lachnus tropicalis ingår i släktet Lachnus och familjen långrörsbladlöss. Inga underarter finns listade i Catalogue of Life.